# Podmokly (Úněšov)
Podmokly jsou vesnice, část obce Úněšov v okrese Plzeň-sever v Plzeňském kraji. Nachází se asi 3,5 kilometru jižně od Úněšova. Podmokly leží v katastrálním území Podmokly u Úněšova o rozloze 3,25 km2.

## Historie
První písemná zmínka o vesnici pochází z roku 1115.

## Obyvatelstvo
| Rok            | 1869 | 1880 | 1890 | 1900 | 1910 | 1921 | 1930 | 1950 | 1961 | 1970 | 1980 | 1991 | 2001 | 2011 | 2021 |
| -------------- | ---- | ---- | ---- | ---- | ---- | ---- | ---- | ---- | ---- | ---- | ---- | ---- | ---- | ---- | ---- |
| Počet obyvatel | 123  | 123  | 130  | 119  | 120  | 132  | 118  | 45   | 44   | 25   | 12   | 10   | 11   | 13   | 24   |
| Počet domů     | 19   | 20   | 20   | 20   | 20   | 21   | 22   | 16   | 16   | 5    | 4    | 5    | 5    | 7    | 10   |

## Obecní správa
Při sčítání lidu v letech 1869–1921 Podmokly byly osadou obce Úněšov v okrese Stříbro. V letech 1930–1950 byly samostatnou obcí, se kterým patřily nejprve do okresu Stříbro, ale v roce 1950 v okrese Plasy. Od roku 1960 jsou znovu částí obce Úněšov v okrese Plzeň-sever.

## Pamětihodnosti
- zaniklý hrad Podmokly ze 13. století v sousedství barokního hospodářského dvora nad Zámeckým rybníkem